# Uzbek
|  | Aquest article tracta sobre la llengua uzbeka. Per al poble vegeu uzbeks. Per a biografies vegeu Ozbeg. |

L'uzbek és una llengua turquesa parlada per uns 16.500.000 persones a l'Uzbekistan i per uns 2.000.000 a la resta del món, especialment als països veïns, Xina i Rússia. Fins a començaments del segle xx s'havia escrit amb caràcters àrabs; després, amb el govern soviètic, es va canviar en favor del ciríl·lic i des de la independència uzbeca s'afavoreix la introducció de l'alfabet llatí, com passa en quasi tot l'àmbit turquès.
Exemple de text en uzbek amb la traducció al català:
| Uzbek | Català |
| --- | --- |
| 1-modda: Barcha odamlar erkin, qadr-qimmat va huquqlarda teng boʻlib tugʻiladilar. Ular aql va vijdon sohibidirlar va bir-birlari ila birodarlarcha muomala qilishlari zarur. | Article 1: Tots els éssers humans neixen lliures i iguals en dignitat i en drets. Són dotats de raó i de consciència, i han de comportar-se fraternalment els uns amb els altres. |

## Història
Van ser probablement parlants turcs els que es van establir a les conques dels rius Amudarià, Sirdarià i Zarafxan des de com a mínim els anys 600-700 AD, expulsant o assimilant gradualment els parlants de llengües iranianes orientals de Sogdiana, Bactriana i Coràsmia. La primera dinastia turca a la regió van ser els karakhànides en els segles del IX al XII, que eren una confederació dels karlucs, els xigils i els yagma, entre d'altres tribus.
L'uzbek és considerat el descendent directe o una forma posterior del txagatai, l'idioma del desenvolupament literari de l'Àsia Central Turquesa en els regnes de Txagatai Khan, Tamerlà, i la dinastia timúrida (inclosos els primers governants de l'Índia). La llengua va ser defensada per Ali-Shir Nava'i en els segles XV i XVI. Nava'i fou el més gran representant de la literatura en llengua txagatai. Va contribuir de manera significativa al desenvolupament de la llengua txagatai i en el seu descendent directe (l'uzbek) i és àmpliament considerat el fundador de la literatura uzbeka. Finalment establert a Karlucs i consirada una variant de les llengües turqueses, el txagatai contenia un gran nombre de manlleus del persa i de l'àrab. Ja al segle xix s'usava rarament en la composició literària, però no va ser fins al segle xx que va desaparèixer definitivament.
El terme uzbek aplicat a una llengua ha significat diferents coses al llarg del temps. Abans de 1921, l'uzbek i el sart es consideraven dialectes diferents:
- L'«uzbek» era una varietat de la llengua dels kiptxak vocalment harmònica, parlada pels descendents de la gent procedent de Transoxiana amb Muhàmmad Xaibani al segle xvi, que vivien principalment al voltant de Samarcanda i Bukharà, tot i que la llengua turquesa que es parlava a Taixkent també era vocalment harmònica.
- El «sart» era un dialecte de la llengua turquesa sud-oriental parlada per la població turquesa més vella establerta a la regió de la vall de Fergana i de la regió de Kaixkadar, així com en algunes parts del que actualment és la regió de Samarcanda; contenia una quantitat més gran de persa i àrab, i no usava l'harmonia vocàlica.

A Khivà, els sarts parlaven una forma de turquès oguz altament pèrsica. Després de 1921, el règim soviètic va abolir el terme sart per derogatori, i va decretar que, per tant, la totalitat de la població turquesa establerta a Turkestan serien coneguts com els uzbeks, malgrat que alguns no tinguessin ascendència uzbeka.
Tanmateix, la llengua escrita que es va triar l'any 1924 com a estàndard per la nova república, tot i les protestes de bolxevics uzbeks com Fayzullah Khodjaev, no va ser l'«uzbek» prerevolucionari sinó la llengua «sart» de la regió de Samarcanda. Edward A. Allworth va argumentar que aquest fet «distorsionava negativament la història de la regió» i es va fer per donar identitat uzbeka a autors del segle xv com Ali-Shir Nava'i. Tots tres dialectes segueixen existint juntament amb l'uzbek oral modern.

## Fonologia

### Vocals
|              | Anteriors |   |
| Posteriors   | Anteriors |   |
| ------------ | --------- | - |
| Tancades     | i         | u |
| Semitancades | e         | o |
| Obertes      | a         | ɒ |

### Consonants
|                      |             | Labials | Dentals | Alveolars | Palatals | Velars | Uvulars | Glotals |
| -------------------- | ----------- | ------- | ------- | --------- | -------- | ------ | ------- | ------- |
| Nasals               | Nasals      | m       |         | n         |          | ŋ      |         |         |
| Plosives / Africades | Sordes      | p       | t̪       | (ts)      | tʃ       | k      | q       | (ʔ)     |
| Plosives / Africades | Sonores     | b       | d̪       |           | dʒ       | ɡ      |         |         |
| Fricatives           | Sordes      | ɸ       |         | s         | ʃ        |        | χ       | h       |
| Fricatives           | Sonores     | β       |         | z         | (ʒ)      |        | ʁ       |         |
| Aproximants          | Aproximants |         |         | l         | j        |        |         |         |
| Ròtiques             | Ròtiques    |         |         | r         |          |        |         |         |

## Alfabet

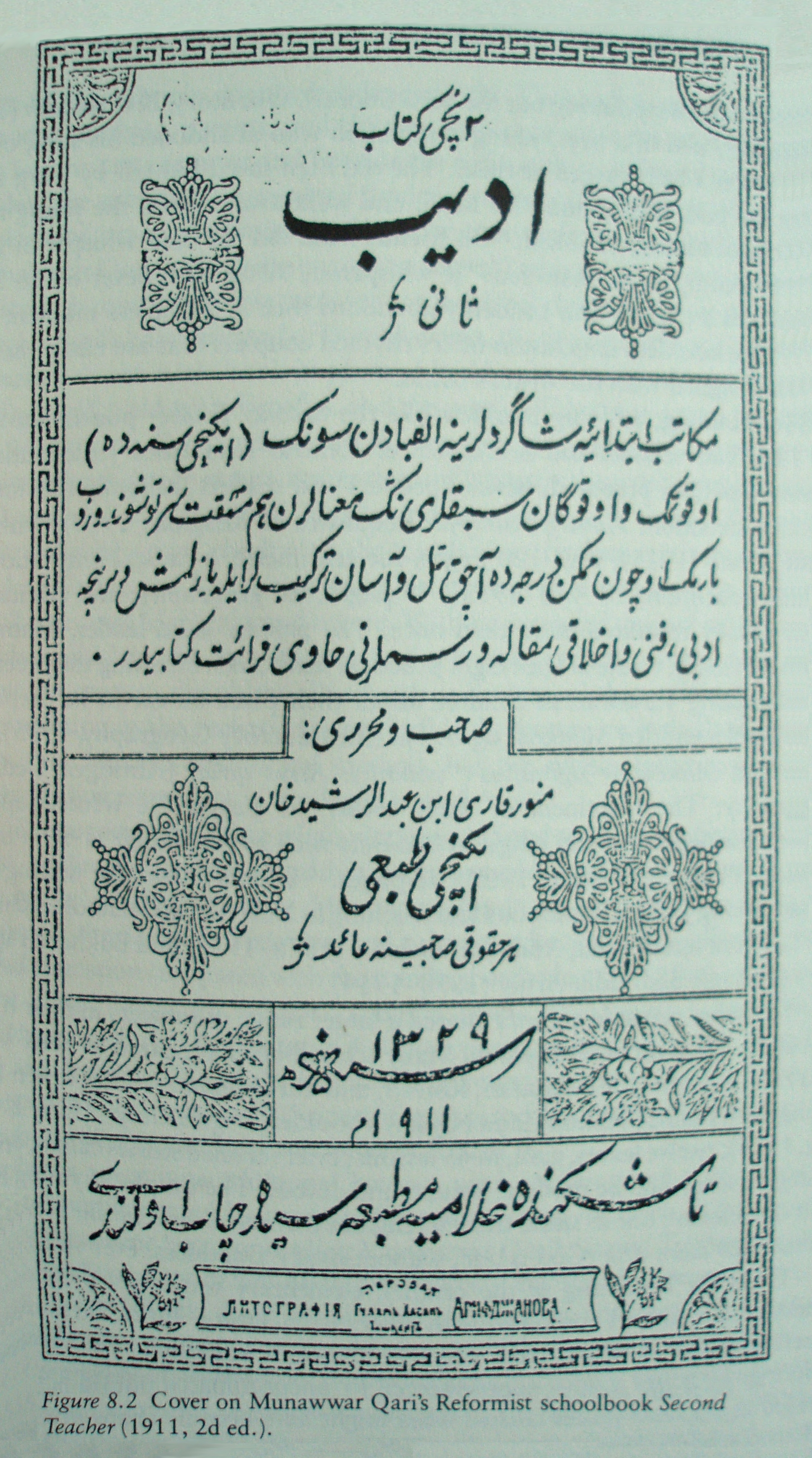
Una pàgina d'un llibre uzbek imprès en escriptura àrab. Taixkent, 1911.

La llengua uzbeka s'ha escrit en diverses escriptures: llatí, ciríl·lic i àrab. L'idioma utilitzava tradicionalment l'escriptura àrab, però el govern uzbeko oficial sota la Unió Soviètica va començar a utilitzar el ciríl·lic el 1940, que va ser quan el govern soviètic va iniciar campanyes d'alfabetització generalitzades a tota la Unió. El 1992, l'escriptura llatina es va reintroduir oficialment a Uzbekistan juntament amb el ciríl·lic. A la regió de Xinjiang de la Xina, alguns parlants uzbecs escriuen amb ciríl·lic, d'altres amb un alfabet basat en l’alfabet àrab uigur. Els uzbeks de l'Afganistan també escriuen la llengua utilitzant l'escriptura àrab, i l’alfabet àrab uzbek s'ensenya a algunes escoles.

### Història

#### Escriptura àrab

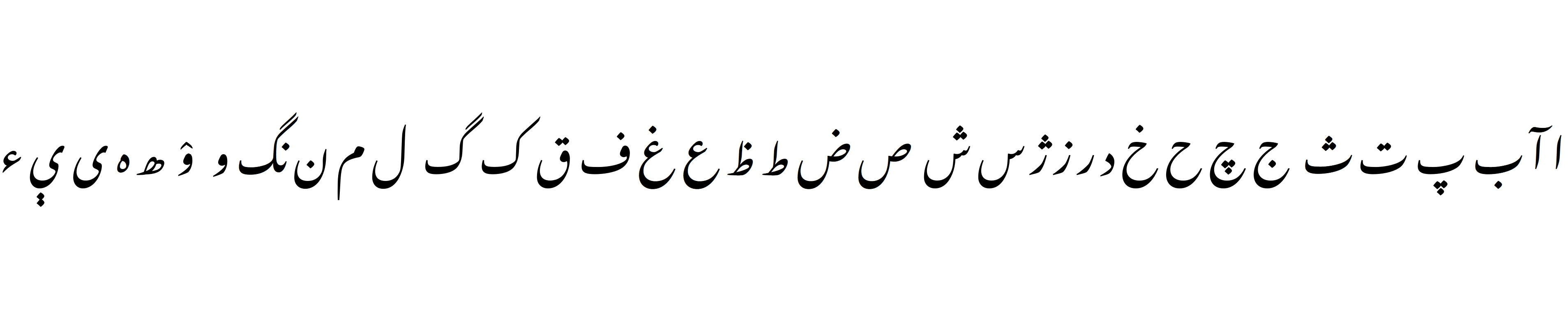
L'alfabet uzbek escrit en una variant de l’escriptura perso-àrab a l'estil Nastaliq.

Com totes les llengües túrquiques d’Àsia Central i el seu predecessor literari txagatai, l'uzbek va ser escrit històricament en diverses formes de l’escriptura àrab. Després de la revolució russa i la presa de possessió soviètica del Turquestan Rus, el gener de 1921, es va adoptar una ortografia àrab reformada dissenyada pels jadidistes, que va substituir les marques harakat utilitzades per a vocals curtes per un sistema totalment alfabètic que indicava cada vocal i eliminava totes les lletres que només apareixien en préstecs àrabs i que no tenien un valor fonètic diferent. Tenia sis vocals i vint-i-tres consonants. Cal destacar que, a diferència dels alfabets ciríl·lic i llatí posteriors, no contenia cap lletra per representar la /f/, a causa de l'argument que sempre s'assimilava a /p/ en l'ortofonia. Alguns també havien proposat que no hi hagués cap lletra per representar /h/, perquè molts dialectes l'assimilen a /x/, però això no es va implementar al final.
L'escriptura àrab encara s'utilitza per escriure uzbek a l'Afganistan i per la diàspora afganesa-uzbeca a altres llocs. A principis del segle xxi, amb la publicació de diccionaris i literatura d'estudiosos afganesos-uzbecs, així com l'adaptació de l'escriptura àrab uzbeka per mitjans de notícies nacionals i internacionals (igual que BBC News Uzbek Afghanistan i TRT Afghani Uzbek), l'escriptura àrab uzbeka ha sofert un procés d'estandardització de la documentació.
| ا | ب | پ | ت | ث | ج | چ | ح |  |
| خ | د | ذ | ر | ز | ژ | س | ش |  |
| ص | ض | ط | ظ | ع | غ | ف | ق |  |
| ک | گ | ل | م | ن | و | ه | ی |  |

#### Escriptura llatina
La qüestió de la transició de la llengua uzbeka a l'alfabet llatí es va plantejar l'any 1920. El gener de 1921, es va discutir al congrés regional de Taixkent, però aleshores els partidaris de la romanització no van rebre l'aprovació de nombrosos partidaris de la reforma de l'escriptura àrab. Aquesta qüestió es va plantejar per segona vegada l'any 1926 al Primer Congrés Turc a Bakú. En aquest congrés es va aprovar la transició de totes les llengües turques dels pobles de l'URSS al nou alfabet llatí, Yañalif. Per implementar la transició a l'alfabet llatí, es va crear el Comitè del Nou Alfabet sota el Presidium del Comitè Executiu Central dels Soviets de la RSS d'Uzbek. Diversos projectes per al nou alfabet van ser àmpliament discutits a les pàgines de la premsa, diverses reunions, reunions i conferències. Va esclatar una discussió significativa sobre la qüestió de mostrar sinharmonisme a l'escriptura; Com a resultat, es va decidir mostrar sinharmonisme a l'escriptura, per la qual cosa es van introduir 9 lletres a l'alfabet per mostrar les vocals.
El 1929, com a part de programes integrals per educar (influència política) els uzbeks, que per primera vegada tenien la seva pròpia regió (administrativa) delimitada cartogràficament, l'escriptura uzbeka a la RSS d'Uzbek es va canviar a l'escriptura llatina. La llatinització de l'uzbek es va dur a terme en el context de la llatinització de totes les llengües a la Unió Soviètica. La nova escriptura llatina també va provocar la lletra f per representar /f/ i distinció de vocals anteriors i posteriors, afegint-hi una sèrie de caràcters nous.
A la Conferència Republicana d'Ortografia de Samarcanda, celebrada el maig de 1929, es va aprovar un nou alfabet uzbek de 34 caràcters:
| A a | Bʙ  | C c | Ç ç  | D d | E e | Ə ə | F f |
| G g | Ƣ ƣ | h h | jo i | J j | K k | L l | M m |
| N n | Ꞑ ꞑ | O o | Ө ө  | P p | Q q | R r | S s |
| Ş ş | T t | u u | V v  | X x | i i | Z z | Ƶ ƶ |
| Ь ь |     |     |      |     |     |     |     |

El 1934, l'escriptura va sofrir una altra reforma, que va revertir l'addició de distincions vocals posteriors. Les lletres Ө ө, Y y, Ь ь es van eliminar de l'alfabet, mentre que la lletra Ə ə  es va reduir el seu ús, sent substituïda principalment per A a. Aquesta reforma va simplificar l'ortografia uzbeka, però no va resoldre tots els seus problemes. En aquest sentit, el 1937, un equip de científics sota el lideratge d'AK Borovkov va començar a desenvolupar una nova versió de l'alfabet uzbek i l'ortografia. L'alfabet compilat per aquest equip tenia l'ordre següent: A a, B b, V v, G g, D d, E e, Ƶ ƶ, Z z, I i, J j, K k, L l, M m, N n, Å å, O o, P p, R r, S s, T t, U u, F f, X x, C c, Hç, Şƣ Q Ꞑ ꞑ. No obstant això, en aquesta època el procés de cirilització ja estava agafant embranzida a l'URSS, fet que va fer que la reforma de l'alfabet llatinitzat fos irrellevant.

#### Escriptura ciríl·lica
El 1939, es va crear una comissió a la universitat del Comissariat Popular d'Educació de la RSS d'Uzbek per desenvolupar l'alfabet uzbek basat en l'alfabet ciríl·lic. Aquesta comissió va desenvolupar un alfabet que incloïa les 33 lletres de l’alfabet rus, així com sis caràcters addicionals Ң ң, Ҷ ҷ, Ө ө, Қ қ, Ƶ ƶ, Ҳ ҳ i un apostrof. No obstant això, aquest projecte va ser molt criticat per lingüistes i educadors per la seva incomoditat i la presència de lletres extra. La majoria dels crítics van proposar eliminar les lletres Щ щ i Ы ы de l'alfabet. Alguns consideraven necessari excloure també les lletres Е е, Ё ё, Ц ц, Ю ю, Я я. Es va proposar prendre la lletra A a per al so [ɔ], i utilitzar Ə ə per a [ä]. A més del projecte principal de l'alfabet ciríl·lic uzbek, es van proposar una sèrie d'altres:
| Yañalif      | Projecte principal | Projecte I | Projecte II | Projecte III | Projecte IV | Projecte V |
| ------------ | ------------------ | ---------- | ----------- | ------------ | ----------- | ---------- |
| ç            | ҷ                  | җ          | чʼ          | дж           | ç           | дж         |
| q            | қ                  | ʀ          | кʼ          | къ           | q           | к          |
| ƣ            | ғ                  | v          | гʼ          | гъ           | ƣ           | г          |
| h            | һ                  | ҳ          | хʼ          | хъ           | h           | х          |
| ꞑ            | ң                  | ң          | нг          | нг           | ꞑ           | нг         |
| ө            | ө                  | ө          | уʼ          | ў            | ө           | ү          |
| o            | о                  | о          |             | ў            | о           | у          |
| a            | о                  | ā          | о           | о            | а           | о          |
| ə            | а                  | а          | а           | а            | ə           | а          |
| ts           | ц                  | ц          | ц           | ц            | тс          | ц          |
| ş, şc, c     | щ                  | шч/щ       | щ           | щ            | шч/ш        | щ          |
| je           | е                  | йе/е       | е           | е            | йе/е        | е          |
| ja           | ё                  | йо/о       | ё           | ё            | йо/о        | ё          |
| i            | ы                  | и          | ы           | ы            | и           | ы          |
| ju, jy, u, y | ю                  | ю          | ю           | ю            | йу/у        | ю          |
| jə           | я                  | я          | я           | я            | йа/а        | я          |
| е            | э                  | е          | э           | э            | е           | э          |
| ʼ            | ъ                  | ʼ          | ъ           | ъ            | ʼ           | ъ          |
| ʼ            | ь                  | ʼ          | ь           | ь            |             | ь          |

El 1940, l'uzbek es va canviar a l’escriptura ciríl·lica sota Joseph Stalin:
| а a | Б б  | В в | Г г | Д д | Е е | Ё ё | Ж ж | З з |
| И и | jo é | К к | л   | м м | no  | О о | П п | Р р |
| С с | Т т  | tu  | Ф ф | Х х | Ц ц | Ч ч | Ш ш | Ъ ъ |
| Ь ь | Э э  | Ю ю | Я я | Ў ў | Қ қ | Ғ ғ | Ҳ ҳ |     |

L'alfabet ciríl·lic uzbek conté totes les lletres de l'alfabet rus, a part de Щ i Ы, més quatre més, és a dir, Ў, Қ, Ғ i Ҳ. Aquestes quatre lletres es consideren lletres separades i no variants de lletres. Venen per ordre alfabètic després de la lletra Я.
Les lletres Ц i Ь no s'utilitzen en paraules natives uzbeques, però s'inclouen a l'alfabet per escriure paraules en préstec, per exemple, кальций (calci). No obstant això, Щ i Ы no s'inclouen, de manera que es substitueixen per ШЧ i И en préstecs i noms del rus, per exemple, els cognoms russos Щедрин (Shchedrin) i Быков (Bykov) es converteixen en Шчедрин i Биков en uzbek.
Malgrat les reformes posteriors, aquest alfabet encara s'utilitza tant a Uzbekistan com als països veïns (Tadjikistan, Kirguizistan i Kazakhstan).

#### Alfabet llatí modern
| а a | B b | D d | Е е | F f  | G g  | h h   | jo i  | J j   | K k |
| L l | М m | N n | О о | P p  | Q q  | R r   | S s   | Т t   | u u |
| V v | X x | i i | Z z | O'o' | G`g` | Sh sh | Ch ch | Ng ng | ʼ   |

Fins a l'any 1992, l'uzbek a l'URSS es va continuar escrivint amb un alfabet ciríl·lic gairebé exclusivament, però ara a Uzbekistan s'ha reintroduït oficialment l’escriptura llatina, tot i que l'ús del ciríl·lic encara és molt estès. La data límit a Uzbekistan per fer aquesta transició s'ha canviat repetidament. El 1993, el president de l'Uzbekistan en aquell moment, islam Karimov, va proposar un nou alfabet uzbek amb ⟨c⟩ /ts/, ⟨ç⟩, ⟨ğ⟩, ⟨ ɉ ⟩, ⟨ñ⟩, ⟨ö⟩, ⟨ş⟩, fins que es va substituir 19 per l'actual alfabet. Es diu que la lletra J amb traç era l'equivalent de la lletra ciríl·lica Zhje. L'ordre del primer alfabet llatí posterior a la independència era el següent: A a, B b, C c, D d, E e, F f, G g, H h, I i, J j, K k, L l, M m, N n, O o, P p, Q q, R r, S s, T t, U u, V v, X x, Y y, Z, z, Ğ Ğ, Ɉ Ğ ñ, Ö ö, Ş ş, ʼ.
L'educació a moltes zones d'Uzbekistan és en escriptura llatina, i l'any 2001 l'escriptura llatina va començar a utilitzar-se a les monedes. Des del 2004, alguns llocs web oficials han passat a utilitzar l'escriptura llatina quan escriuen en uzbek. La majoria dels rètols dels carrers també estan en la nova escriptura llatina. El principal canal de televisió nacional d'Uzbekistan, Oʻzbekiston Telekanali (propietat de MTRK), també ha canviat a l'escriptura llatina quan escriu en uzbek, tot i que els programes de notícies encara s'emeten en escriptura ciríl·lica (compareu amb un altre canal de televisió propietat de la mateixa empresa, Yoshlar, emet programes de notícies en escriptura llatina). A més, a l'Afganistan l'uzbek continua escrivint-se en escriptura àrab.
El 2018, el govern uzbek va llançar un altre esforç de reforma de l'alfabet llatí uzbek. La nova proposta demana substituir alguns dígrafs per signes diacrítics. El març de 2021, els canvis proposats es van posar a debat i debat públic. Van demanar substituir Ch ch, Sh sh, Gʻ gʻ, Oʻoʻ per Ç ç, Ş ş, Ḡ ḡ, Ō ō (i, en préstecs, Ts ts amb C c). Això revertiria en gran manera la reforma de 1995 i acostaria l'ortografia a les dl’turc, l’turcomà, el karakalpak, el kazakh (versió de 2018) i l'azerbaidjana. Això va ser rebut amb reaccions contradictòries per part de la ciutadania. La proposta es va tornar a discutir el maig del mateix any, aquesta vegada amb una data límit l'1 de novembre de 2021.
El febrer de 2021, el govern uzbek va anunciar que l'Uzbekistan té previst fer una transició completa de la llengua uzbeka de l'escriptura ciríl·lica a un alfabet basat en llatí abans de l'1 de gener de 2023. Terminis similars s'havien ampliat diverses vegades.
En general, la generació més jove prefereix utilitzar l'alfabet llatí, mentre que la generació més gran, que va créixer a l'època soviètica, prefereix l'alfabet ciríl·lic. L'alfabet llatí s'utilitza principalment en negocis i turisme, i l'alfabet ciríl·lic s'utilitza principalment en documents oficials del govern.
Segons un informe del 2023, les editorials uzbeques encara utilitzaven majoritàriament l'alfabet ciríl·lic.
El setembre de 2023, els lingüistes van proposar un altre projecte de reforma de l'alfabet llatí. Així, en el nou alfabet es proposa modificar quatre lletres: Ў/ў, Ғ/ғ, Ч/ч i Ш/ш respectivament a Õ/õ, Ğ/ğ, C/c, Ş/ş. Aquest és el tercer intent de reformar l'alfabet uzbek des del 2018.